# Gonystylus borneensis
Gonystylus borneensis là loại cây có thể phát triển với chiều cao lên đến 35 mét (115 ft), đường kính thân đạt 60 xentimét (24 in). Vỏ cây có màu xám nâu. Quả tròn, màu nâu, đường kính lên đến 7 xentimét (2,8 in). Môi trường sống của chúng là rừng có độ cao từ mực nước biển đến độ cao 500 mét (1.600 ft) so với mực nước biển. G. borneensis là loài đặc hữu của Borneo.